# 绍德博讷
绍德博讷（法語：Chaudebonne，法語發音：[ʃodbɔn]）是法国德龙省的一个市镇，属于尼永斯区。

## 地理
绍德博讷（44°28'36"N, 5°13'7"E）面积20.77 平方千米，位于法国奥弗涅-罗讷-阿尔卑斯大区德龙省，该省份为法国东南部内陆省份，北起顺时针与伊泽尔省、上阿尔卑斯省、上普罗旺斯阿尔卑斯省、沃克吕兹省和阿尔代什省接壤。
与绍德博讷接壤的市镇（或旧市镇、城区）包括：布维耶尔、阿尔纳永、居米亚讷、圣费雷奥勒-特朗特帕、瓦卢斯、韦斯克、维勒佩尔德里。

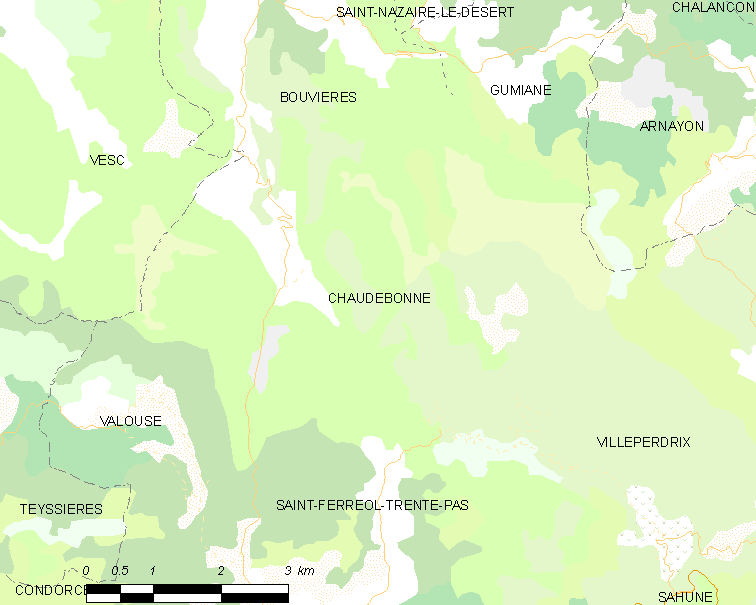
绍德博讷的OSM定位图

绍德博讷的时区为UTC+01:00、UTC+02:00（夏令时）。

## 行政
绍德博讷的邮政编码为26110，INSEE市镇编码为26089。

## 政治
绍德博讷所属的省级选区为尼永斯-巴罗尼县。

## 人口

1962-2008年间绍德博讷人口变化图示

绍德博讷于2022年1月1日时的人口数量为60人。